# Ron Stewart
Ronald George „Ron“ Stewart (* 11. Juli 1932 in Calgary, Alberta; † 22. März 2012 in Kelowna, British Columbia) war ein kanadischer Eishockeyspieler und -trainer, der im Verlauf seiner aktiven Karriere zwischen 1949 und 1973 unter anderem 1472 Spiele für die Toronto Maple Leafs, Boston Bruins, St. Louis Blues, New York Rangers, Vancouver Canucks und New York Islanders in der National Hockey League auf der Position des Centers bestritten hat. In Diensten der Toronto Maple Leafs gewann Stewart zwischen 1962 und 1964 dreimal in Folge den Stanley Cup. Darüber hinaus trainierte der viermalige Teilnehmer am NHL All-Star Game die New York Rangers und Los Angeles Kings in der NHL.

## Karriere
Ron Stewart begann seine Karriere als Eishockeyspieler in der Ontario Hockey Association, in der er von 1949 bis 1952 für die Toronto Marlboros, Barrie Flyers und Guelph Biltmores aktiv war. In seinem letzten OHA-Jahr gewann er mit Guelph das Triple bestehend aus den J. Ross Robertson Cup, George Richardson Memorial Trophy und Memorial Cup. Anschließend erhielt der Angreifer einen Vertrag bei den Toronto Maple Leafs, für die er die folgenden 13 Jahre in der National Hockey League spielte und mit denen er 1962, 1963 und 1964 dreimal in Folge den Stanley Cup gewann. Im Sommer 1965 wurde Stewart im Tausch für die drei Spieler Orland Kurtenbach, Andy Hebenton und Pat Stapleton an die Boston Bruins abgegeben, für die er weitere zwei Spielzeiten in der NHL verbrachte.
Nachdem er die Saison 1967/68 bei den St. Louis Blues begonnen hatte, die ihn im NHL Expansion Draft 1967 erworben hatten, wechselte er im Laufe der Spielzeit zu deren Ligarivalen New York Rangers, für den er bis 1971 auf dem Eis stand. Gemeinsam mit Stewart war Ron Attwell nach New York gewechselt, während im Gegenzug Red Berenson und Barclay Plager nach St. Louis wechselten. Während seiner Zeit in New York kam es 1970 zu einem Streit mit seinem Mitbewohner und Teamkollegen Terry Sawchuk, bei dem Sawchuk so schwer verletzt wurde, dass er einige Wochen später im Krankenhaus starb. In der Saison 1971/72 spielte Stewart nach einem Wechsel mit Dave Balon und Wayne Connelly zunächst für die Vancouver Canucks in der NHL, ehe er während der Spielzeit wieder an die Rangers verkauft wurde, für die er bis zum Saisonende ebenso spielte wie für deren Farmteam, die Providence Reds aus der American Hockey League. Mit New York scheiterte der Kanadier in den Finalspielen um den Stanley Cup an seinem Ex-Club Boston Bruins. In seiner letzten Spielzeit, der Saison 1972/73, wurde Stewart nur noch sporadisch eingesetzt, wobei er im Laufe des Jahres an die New York Islanders abgegeben wurde.
Im Anschluss an seine Karriere als Spieler übernahm Stewart zunächst in der Saison 1973/74 das Amt als Cheftrainer bei den Portland Buckaroos aus der Western Hockey League, ehe er 1975 mit den Springfield Indians aus der American Hockey League den Calder Cup gewann. Für die Saison 1975/76 kehrte der Kanadier als Trainer zu den New York Rangers aus der NHL zurück, ehe er in der Saison 1977/78 bei den Los Angeles Kings seine kurze Trainerkarriere beendete.
Stewart verstarb im März 2012 im Alter von 79 Jahren in Kelowna in der Provinz British Columbia.

## Erfolge und Auszeichnungen
| - 1952 J.-Ross-Robertson-Cup-Gewinn mit den Guelph Biltmores - 1952 George-Richardson-Memorial-Trophy-Gewinn mit den Guelph Biltmores - 1952 Memorial-Cup-Gewinn mit den Guelph Biltmores - 1955 Teilnahme am NHL All-Star Game - 1962 Stanley-Cup-Gewinn mit den Toronto Maple Leafs - 1962 Teilnahme am NHL All-Star Game | - 1963 Stanley-Cup-Gewinn mit den Toronto Maple Leafs - 1963 Teilnahme am NHL All-Star Game - 1964 Stanley-Cup-Gewinn mit den Toronto Maple Leafs - 1964 Teilnahme am NHL All-Star Game - 1975 Calder-Cup-Gewinn mit den Springfield Indians (als Cheftrainer) |

## Karrierestatistik
(Legende zur Spielerstatistik: Sp oder GP = absolvierte Spiele; T oder G = erzielte Tore; V oder A = erzielte Assists; Pkt oder Pts = erzielte Scorerpunkte; SM oder PIM = erhaltene Strafminuten; +/− = Plus/Minus-Bilanz; PP = erzielte Überzahltore; SH = erzielte Unterzahltore; GW = erzielte Siegtore; 1 Play-downs/Relegation; Kursiv: Statistik nicht vollständig)

### NHL-Trainerstatistik
(Legende zur Trainerstatistik: Sp oder GC = Spiele insgesamt; W oder S = erzielte Siege; L oder N = erzielte Niederlagen; T oder U = erzielte Unentschieden; OTL oder OTN = erzielte Niederlagen nach Overtime oder Shootout; Pts oder Pkt = erzielte Punkte; Pts% oder Pkt% = Punktquote; Win% = Siegquote; Resultat = erreichte Runde in den Play-offs)